# Pinanga scortechinii
Pinanga scortechinii är en enhjärtbladig växtart som beskrevs av Odoardo Beccari. Pinanga scortechinii ingår i släktet Pinanga och familjen Arecaceae. Inga underarter finns listade i Catalogue of Life.